# Song Duzong
Song Duzong (zijn persoonlijke naam was Zhao Qi) (1222 - 1274) was keizer van de Chinese Song-dynastie (960-1279). Hij regeerde van 1264 tot 1274 en werd na zijn dood opgevolgd door zijn oudste zoon Song Gongdi.